# Borhave Bornse HV
Borhave is een handbalclub uit het Overijsselse Borne. De club werd op 16 maart 1970 opgericht.

## Geschiedenis
Op 16 maart 1970 vind in Hotel v.d. Werf te Borne een bijzondere vergadering plaats. De afdeling handbal van de voetbalvereniging NEO, gaat op eigen kracht verder. In 1968 werd deze afdeling opgericht en voer onder de wind van NEO, maar vanaf het begin had men als doel uiteindelijk een zelfstandige vereniging te worden.
Besloten werd een eigen vereniging op te richten die de naam Bornse handbalvereniging, afgekort Borhave zal krijgen. De naam heeft ook nog een tweede betekenis; have betekent namelijk ook bezit zodat de handbalvereniging zichzelf ziet als bezit van de gehele Bornse gemeenschap.
Het eerste damesteam promoveerde in 2012 naar de eerste divisie.
Na 4 jaar eerste divisie waarin elk jaar de nacompetitie werd gehaald, promoveerde Borhave op 22 maart 2016 naar de eredivisie. Voor de eerste keer eredivisie handbal in Borne.
De herenafdelingen van Borhave, Olympia Hengelo, HV Stormvogels en HHV Donar spelen sinds een aantal seizoenen samen onder de naam van Handbal Twente, deze club is niet officiële ingeschreven binnen het NHV maar staat onder de naam van Olympia Hengelo.

## Resultaten (2015 - heden)
- 2001 4e
Tweede divisie A
- 2002 1e
Tweede divisie A
- 2003 8e
Hoofdklasse A
- 2004 12e
Hoofdklasse A
- 2005
Regioklasse A
- 2006
Regioklasse A
- 2007
Regioklasse A
- 2008
- 2009
- 2010
Hoofdklasse A
- 2011 2e
Hoofdklasse A
- 2012 1e
Hoofdklasse A
- 2013 2e
Eerste divisie
- 2014 4e
Eerste divisie
- 2015 2e
Eerste divisie
- 2016 1e
Eerste divisie
- 2017 8e
Eredivisie
- 2018 5e
Eredivisie
- 2019 9e
Eredivisie
- 2020 5e
Eredivisie
- 2021 12e
Eredivisie

- Eredivisie
- Eerste divisie
- Tweede divisie
- Hoofdklasse

## Erelijst
| Competitie     | Aantal | Jaren            |
| -------------- | ------ | ---------------- |
| Nationaal      |        |                  |
| Eerste divisie | 1x     | 2015/16          |
| Tweede divisie | 1x     | 2001/02, 2011/12 |